# Congre
El congre (Conger conger) és un peix teleosti, anguil·liforme, de la família dels còngrids i semblant a l'anguila.

## Morfologia
- Talla: màxima de 300 cm, comuna de 60 a 150 cm.
- Cos molt allargat, anguil·liforme; part anterior de secció cilíndrica, la posterior comprimida.
- Pell nua i sense escates.
- Línia lateral visible, amb porus separats entre si.
- Cap cònic, lleugerament deprimit.
- Musell arrodonit i prominent.
- Boca terminal amb la comissura bucal a nivell de la meitat posterior de l'ull.
- La llengua és lliure en la seua part més anterior.
- Dents còniques, disposades en bandes sobre les mandíbules, el vòmer i el paladar, a més de petites dents faríngies.
- Orificis olfactoris laterals sobre el musell.
- Obertures branquials grans i en posició lateral.
- Aletes dorsal i anal confluents amb la caudal; origen de l'aleta dorsal en la vertical que passa per l'extrem posterior de les pectorals.
- Pectorals, presents.
- Ventrals, absents.
- Coloració grisa però també pot ésser negrosa.
- Els porus de la línia lateral són voltats de blanc.
- Aletes dorsal i anal orlades de negre.

## Comportament

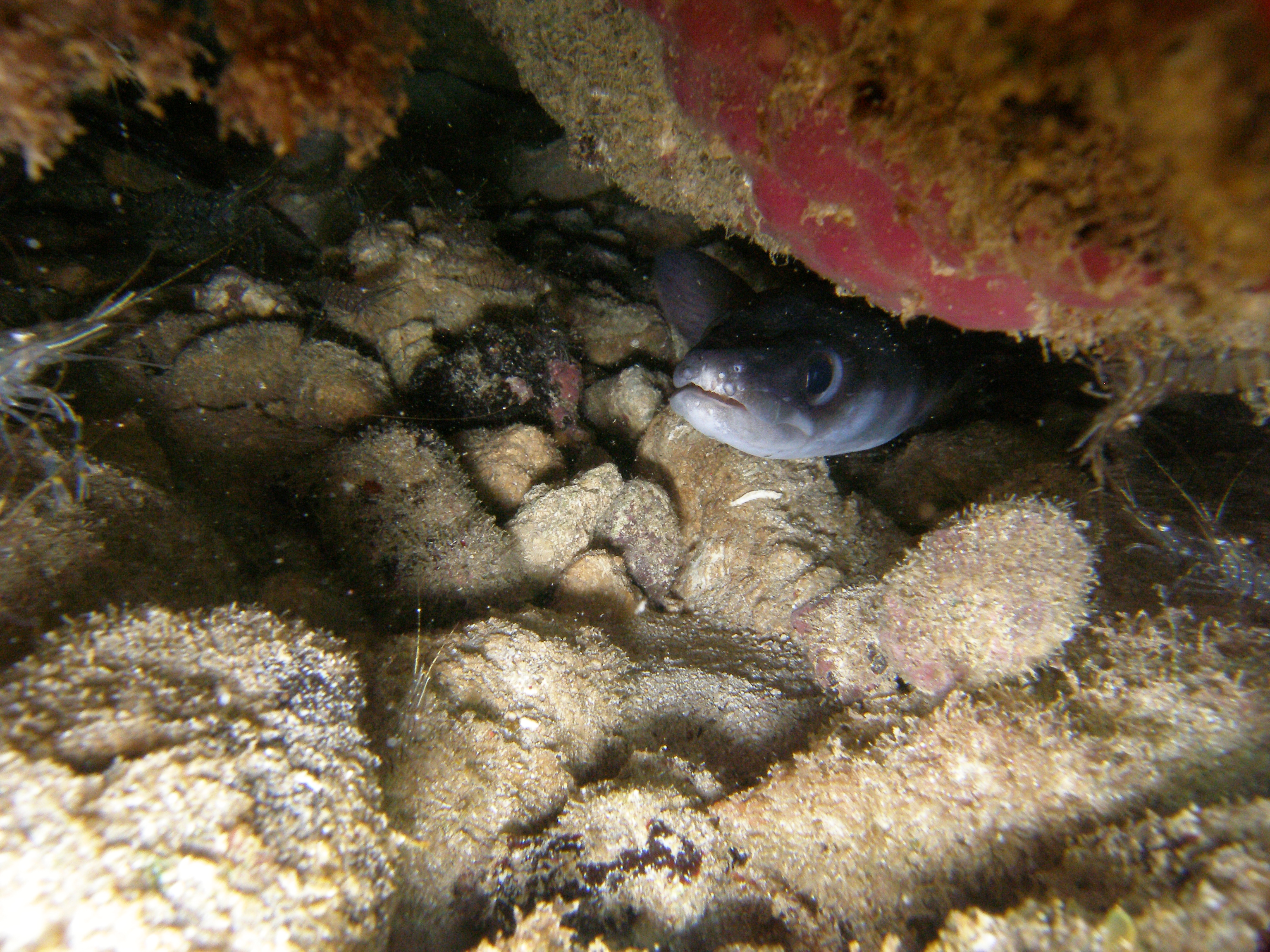
Congre amagat al seu cau.

Espècie bentònica i solitària.
Actiu durant el crepuscle i la nit.

## Hàbitat
Es troba als litorals rocosos des de pocs metres fins als 500, generalment, amagat a balmes i caus, però també sobre fons fangosos.

## Alimentació
És un voraç depredador de peixos, crustacis i cefalòpodes i, de vegades, necròfag.

## Reproducció
Es reprodueix només un sol cop a la vida, a l'estiu, i passa una llarga etapa larvària.
La maduresa sexual arriba als 5-15 anys.
Les femelles gràvides poden arribar a pesar uns 40 quilos amb uns ovaris de 8 quilos i uns 3 a 8 milions d'ous.

## Distribució geogràfica

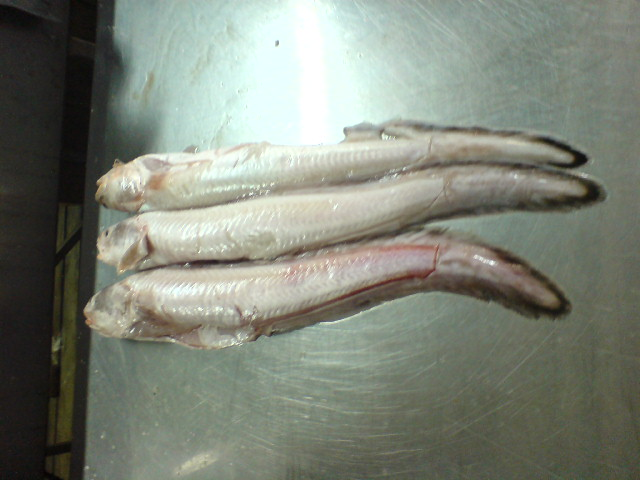
Congres tot just pescats.

Viu en aigües europees i africanes, a tota la Mediterrània i a la part oriental de la mar Negra. A l'Atlàntic oriental des de les costes de Noruega i Islàndia fins a les costes del Senegal (incloent-hi les illes Açores, Madeira i Canàries).

## Pesca
La pesca pot ésser artesanal, semiindustrial i esportiva amb arts de platja, tremalls de fons, d'arrossegament i palangres.
La seua pesca no està regulada per llei ni té talla mínima legal. Carn relativament apreciada, es comercialitza fresca.

## Gastronomia: El congre a la taula

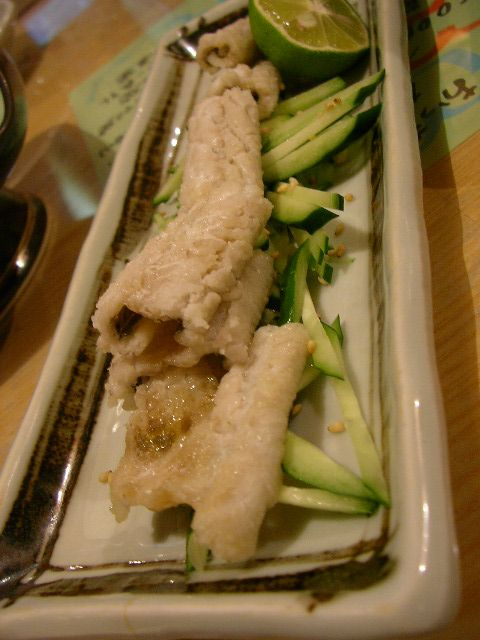
Hamashigesushi sushi. Congre fregit preparat a la manera japonesa

El congre és un peix blau, és a dir que pertany al grup de peixos que conté aproximadament un 5% de greix. La seva textura es fina i suau i el cap del congre fa un molt bon fumet.
Als Països Catalans el congre és un peix apreciat des-de temps molt antics i tradicionalment es menjava bullit i hom recomanava escalfar-lo en lloc d'escorxar-lo. Actualment es menja sovint amb altres peixos o marisc en arrossos i cassoletes.
El congre és un dels ingredients essencials d'una bona sarsuela de peix, plat on es barregen trossos de diferents peixos poc comuns i que tenen un paper una mica extraordinari dins de la gastronomia tradicional.
El congre ("anago" en japonès) és un peix molt important a la cuina tradicional japonesa on és la base del Anagomeshi o congre rostit presentat cobrint l'arròs, i del Sushi de congre, entre moltíssims altres plats.
També és un peix molt popular a la cuina tradicional de la Xina, sobretot a la cuina de la zona de Shanghai i a la cuina cantonesa.
A Anglaterra el congre és un peix molt apreciat i és molt conegut el congre rostit (Roasted conger), que es prepara afegint sidra i es menja amb col en vinagre.
El congre també forma part de la cuina tradicional de Xile, on es fa el Caldillo de Congrio, una sopa preparada amb trossos d'aquest peix, cebes, patata i pastanaga.